# Don Richard Riso
Don Richard Riso (Biloxi, Mississippi; 17 de enero de 1946-Stone Ridge, Nueva York; 30 de agosto de 2012) fue un profesor estadounidense del eneagrama de la personalidad que escribió y coescribió varios libros sobre el tema.

## Biografía
Riso creció en Nueva Orleans, Luisiana. Estudió inglés y filosofía y recibió una maestría por la Universidad de Stanford. Alrededor de 1962, se unió a la Compañía de Jesús (Jesuitas) de la Provincia de Nueva Orleans, pero después dejó la orden sin ser ordenado para empezar a producir libros sobre el Eneagrama de la personalidad. Murió en 2012 a causa de metástasis, ocasionada por cáncer de páncreas.

## Obra
A principios de la década de 1970, algunos miembros de la orden de los Jesuitas entraron en contacto con material del Eneagrama de la personalidad y éste comenzó a enseñarse en órdenes jesuitas y otras instituciones católicas de Estados Unidos. Siendo novicio jesuita en Toronto, Canadá, Riso conoció las enseñanzas jesuitas sobre el Eneagrama que, según dijo, «consistían en nueve esbozos impresionistas de una página sobre los tipos de personalidad» y lo dejaron fascinado. Al año siguiente, en 1975, dejó la orden y comenzó a desarrollar los breves esbozos de los tipos hasta llegar a descripciones más detalladas.
Riso desarrolló una serie de ideas originales para entender el Eneagrama, como los nueve "niveles de desarrollo", desde el "liberado" o "sano" hasta el "patológicamente insano".
En 1987, Riso publicó sus 12 años de pensamiento sobre el Eneagrama en su primer libro, Personality Types: Using the Enneagram for Self-Discovery (en español Tipos de personalidad: El Eneagrama como método de autodescubrimiento). Esta obra mostraba la influencia de Carl Gustav Jung y también de Karen Horney. Tres años más tarde, publicó Understanding the Enneagram (Comprendiendo el Eneagrama).
En 1991, Russ Hudson se unió a Riso, originalmente para crear un cuestionario con el propósito de ayudar a las personas a identificar su tipo de personalidad dentro del eneagrama. El resultado fue el Riso–Hudson Enneagram Type Indicator (RHETI) o Identificador de Tipo según Actitudes Riso-Hudson. Desde entonces se han desarrollado varias versiones, la versión completa actual consta de 144 pares de declaraciones de elección forzada.
En 1995, Riso y Hudson fundaron el Instituto del Eneagrama en la ciudad de Nueva York. Desde entonces, el instituto se ha trasladado a Stone Ridge, Nueva York, donde ofrece talleres y formaciones, además de publicar materiales relacionados con el Eneagrama. Está representado por la Red del Instituto del Eneagrama en más de 15 países. Hudson participó en la revisión del libro Personality Types en su segunda edición, que salió en 1996.
Riso se consideraba a sí mismo como un eneatipo cuatro con ala tres.